# Mochlonyx fuliginosus
Mochlonyx fuliginosus is een muggensoort uit de familie van de pluimmuggen (Chaoboridae). De wetenschappelijke naam van de soort is voor het eerst geldig gepubliceerd in 1905 door Ephraim Porter Felt.